# Nebria ovipennis
Nebria ovipennis är en skalbaggsart som beskrevs av Leconte. Nebria ovipennis ingår i släktet Nebria och familjen jordlöpare. Inga underarter finns listade i Catalogue of Life.